# Liubavas (Riešės)
Liubavas is een dorp in het zuidoosten van Litouwen, circa 20km ten noorden van de hoofdstad Vilnius. In 2011 is in het dorp een dorpsmuseum geopend in de watermolen die begin 20e eeuw is gebouwd. Naast de werking van de techniek van de molen verhandelt het over de 500-jarige geschiedenis, de architectuur en de bevolking tijdens het interbellum waarin het dorp deel uitmaakte van Polen. 

## Bevolking
In 2011 telde Radžiuliai 55 inwoners
| Inwoners per jaar |        |
| Jaar              | Aantal |
| 1979              | 65     |
| 2001              | 65     |
| 2011              | 55     |